# Metro van Riyad
De Metro van Riyad (Arabisch: قطار الرياض, Giṭār Ar-riyāḍ) is een metro in aanbouw in Riyad, de hoofdstad van Saoedi-Arabië.

## Achtergrond
Riyad is een grote en snelgroeiende stad. De stad telt 5,7 miljoen inwoners; naar verwachting zal het aantal inwoners in 2030 toegenomen zijn tot 8,3 miljoen. De metro biedt een oplossing voor de dagelijkse verkeersproblemen; voor de 7,4 miljoen dagelijkse woon-werkverkeer bewegingen wordt in slechts 2% van de gevallen gebruikgemaakt van het openbaar vervoer.

## Beschrijving
De zes lijnen van het Riyad metroproject hebben een totale lengte van dan 176 kilometer en het is daarmee het grootste metrostelsel in ontwikkeling in de wereld op dit moment. Op het hoogtepunt van de werkzaamheden zullen circa 30.000 mensen aan de metro werken. De verantwoordelijkheid voor de bouw ligt bij de Arriyadh Development Authority (ADA).
Het onbemande metronetwerk zal 87 stations krijgen. De stations komen ondergronds, bovengronds, verhoogd en intermodaal voor de verbinding tussen de verschillende lijnen. Het totale project heeft een waarde van $ 22 miljard.
De bouw is in april 2014 gestart. 

## Opzet
- Lijn 1 (blauwe lijn) loopt in de noord-zuidrichting. Het heeft een lengte van 38 km en telt 22 stations, waarvan 4 overstapstations met de lijnen 2, 3, 5, en 4 en 6.
- Lijn 2 (groene lijn) loopt in de oost-westrichting. Deze lijn strekt zich uit over een lengte van ongeveer 25,3 km en heeft 13 stations, naast 3 overstapstations met lijnen 1, 5 en 6.
- Lijn 3 (rode lijn) loopt eveneens in de oost-westrichting. Deze lijn wordt 40,7 km lang en het krijgt 20 stations, in aanvulling op 2 overstapstations met lijnen 1 en 6.
- Lijn 4 (oranje lijn) reikt tot King Khalid International Airport naar het financieel district. De lengte van de lijn is ongeveer 29,6 km en het beschikt over 8 stations (3 gemeen met lijn 6), in aanvulling op 1 overstapstations met lijnen 1 en 6.
- Lijn 5 (gele lijn) wordt ongeveer 12,9 km lang en krijgt 10 stations, in aanvulling op 2 overstapstations met lijnen 1 en 2.
- Lijn 6 (paarse lijn) volgt een halve ring te beginnen bij het financieel district. De lengte van deze lijn is ongeveer 29,9 km en krijgt 8 stations (3 gemeen met lijn 4), in aanvulling op de 3 overstapstations met lijnen 1, 2 en 3.

## Bouwcontracten
Het contract voor de bouw van de metro is verdeeld over drie deelprojecten. In juli 2013 werden de drie winnende consortia bekendgemaakt.
Het Italiaanse bedrijf Ansaldo STS leidt de Arriyadh New Mobility group (ANM) en heeft een opdracht gekregen voor de bouw van een metrolijn met een lengte van 40,7 kilometer. Dit contract heeft een waarde van $ 5,2 miljard.
Het Amerikaanse bedrijf Bechtel leidt het consortium BACS. Andere deelnemers zijn de lokale aannemer Almabani en het Griekse CCC. Voor de treinen is Siemens verantwoordelijk. Dit consortium gaat twee lijnen bouwen met een totale lengte van 63,3 kilometer. Het traject loopt onder het centrum van de stad en is daarmee het meest kritisch. Van de zeven tunnelboormachines die bij het hele project zijn betrokken, zijn er vier actief voor dit onderdeel. Deze opdracht vertegenwoordigt een waarde van $ 9,5 miljard. Het geheel moet in oktober 2018 worden opgeleverd.
Het consortium FAST staat onder leiding van het Spaanse bouwbedrijf FCC. Het is een van de drie contracten gegund. Het Nederlandse bouwbedrijf Strukton is een van de deelnemers in het consortium. Dit contract omvat het ontwerp en de bouw van de lijnen 4 (geel), 5 (groen) en 6 (paars) met in totaal 25 stations. De bouw omvat in 64,6 kilometer spoor waarvan 29,8 kilometer viaduct, 26,6 kilometer ondergronds spoor en 8,2 kilometer bovengronds spoor.